# Vladimir Triandafillov
Vladimir Kiriakovitch Triandafilov (em russo:  Влади́мир Кириа́кович Триандафи́ллов, transl. Vladímir Kiriákovich Triandafíllov; 14 de março de 1894 – 12 de julho de 1931) foi um comandante militar e teórico soviético considerado por muitos como o "pai da arte operacional soviética".

## Biografia

### Vida pregressa
Ele nasceu em 14 de março de 1894 na vila de Magaradzhik no Oblast de Carse, então no Império Russo (hoje em Mağaracık, na Turquia) de pais gregos pônticos que se mudaram para a Rússia. O nome da família deriva de triantáfyllo, τριαντάφυλλο, grego moderno para a flor rosa. Graduando-se na Escola Praporshchik de Moscou em 1915, serviu no Exército Imperial Russo na Primeira Guerra Mundial, ganhando o posto de capitão. Durante a Guerra Civil Russa, ele subiu na hierarquia até comandante de brigada enquanto lutava em várias frentes. Tornou-se membro do Partido Comunista Russo (b) em 1919.
Em 1923, foi nomeado chefe das Direções de Operações do Estado-Maior Soviético e Vice-Chefe do Estado-Maior.

### Operações em profundidade
Vladimir Triandafilov foi autor de duas obras fundamentais da doutrina militar: Escala das Operações dos Exércitos Modernos, publicada em 1926 e A Natureza das Operações dos Exércitos Modernos, publicada em 1929; ambos com quatro edições. Nessas duas obras, ele elaborou sua teoria de operações em profundidade sobre a guerra futura. No livro A Natureza das Operações dos Exércitos Modernos, Triandafilov criticou com convicção exaustiva as declarações então difundidas sobre a possibilidade de conduzir guerras modernas com “pequenos exércitos” (Fuller, Liddell Hart, von Seeckt, Douet, Gelders, A.I. Verkhovsky, etc.). Ele partiu do fato de que as guerras futuras resultarão inevitavelmente na luta de exércitos de massa, equipados com equipamentos militares diversos e, além disso, em constante desenvolvimento, e que o destino dessas guerras será decidido pela base material e técnica desses exércitos, e pelos esforços de armas combinadas envolvendo todos os ramos das forças armadas operando como um todo.
Sendo um defensor de ações decisivas e esmagadoras, V.K. Triandafilov prestou especial atenção, tomando como conceito inicial da operação apenas uma operação militar (operação “exército de choque”), definindo sua profundidade em 35–50km e aproximadamente a mesma extensão ao longo da frente com duração de 6–7 dias. O objectivo de uma “operação em profundidade” era atacar o inimigo simultaneamente em toda a profundidade da sua força terrestre para induzir uma falha catastrófica no seu sistema defensivo. Formações altamente móveis explorariam então esta falha, rompendo pela retaguarda do inimigo e destruindo a sua capacidade de reconstruir as suas defesas. Esta exploração do êxito seria atingida através da utilização de diversos grupos (escalões) de tanques, aeronaves de ataque e artilharia de longo alcance, considerando, porém, a condição principal para o sucesso dos atacantes está a estreita interação entre todos esses meios de combate.

### Morte
Vladimir Triandafillov morreu em um acidente de avião em 12 de julho de 1931 e suas cinzas foram enterradas na Necrópole do Muro do Kremlin. A qualidade do seu trabalho foi percebida no final da Segunda Guerra Mundial, quando Georgy Zhukov disse que o seu sucesso se devia a seguir de perto a doutrina de operações em profundidade de Triandafilov. Um dos seus obituários o qualificou com as seguintes palavras:

“Talento excepcional, ampla visão operacional, alto desenvolvimento político e enorme capacidade de trabalho.”

## Obras publicadas
- Escala das Operações dos Exércitos Modernos, 1926.
- A Natureza das Operações dos Exércitos Modernos, 1929.